# 안조영
안조영(安祚永, 1979년 9월 25일 ~ )은 대한민국의 바둑 기사이다.

## 약력
1993년에 입단했고 1996년 삼성화재배 본선과 제8기 기성전, 제11기 비씨카드배 본선에 진출했다. 1997년 제1기 SK가스배 신예프로10걸전에서 처음 우승을 차지했다. 1998년에 5단으로 승단했고 제2기 SK가스배 신예프로10걸전 3위와 삼성화재배, LG세계기왕전 본선에 올랐다. 2000년 6단을 거쳐 2001년 7단으로 승단했고 2002년에 패왕전과 명인전에서 준우승을 차지했다. 2004년 BC카드배에서 우승했고, 2005년 9월에 9단으로 승단하였다. 2007년에는 원익배 십단전에서 백홍석 5단을 상대로 하여 우승을 차지했다.